# 穆萊·伊斯梅爾
穆萊·伊斯梅爾（阿拉伯语：‎，1645年—1727年3月22日），摩洛哥阿拉維王朝第二位蘇丹，在位於1672年至1727年。其在位55年是摩洛哥所有蘇丹中最長的。其統治期間被視為摩洛哥的鼎盛時期。
除了在位期間長與統治成就外，伊斯梅爾另一出名之處在於驚人的子嗣數量，他被普遍視為是史上最多子女與妃嬪的君主；根據法國外交官多米尼克·布斯諾（Dominique Busnot）的著作，伊斯梅爾至少有500名王妃，共有868個孩子（525個兒子和343個女兒）被記錄在案，最終總數不確定，吉尼斯世界紀錄聲稱有1042個。